# Bakonybánk
Bakonybánk là một thị trấn thuộc hạt Komárom-Esztergom, Hungary. Thị trấn này có diện tích 15,07 km², dân số năm 2010 là 453 người, mật độ 30 người/km².